# Charlaine Harris
Charlaine Harris, född 25 november 1951 i Tunica, Mississippi, USA, är en amerikansk författare inom genrerna fantasy, övernaturliga varelser och romantik, som skrivit succéböckerna som serien "True Blood" (även kallad The Sookie Stackhouse series eller Southern Vampire Series) baseras på.
Harris är född och uppvuxen vid Mississippiflodens delta. Hon bor med man och tre barn i södra Arkansas.

## Sookie Stackhouse (Southern Vampire) Series (kronologisk ordning)
Huvudartikel: Southern Vampire Mysteries
1. Dead Until Dark, 2001 (på svenska, Död tills mörkret faller, maj 2010)
2. Living Dead In Dallas, 2001 (på svenska, Levande död i Dallas, maj 2010)
3. Club Dead, 2003 (på svenska, Klubb Död, maj 2010)
4. Dead To The World, 2004 (på svenska, Död i andras ögon, augusti 2010)
5. Dead As A Doornail, 2005 (på svenska, Hur död som helst, augusti 2010)
6. Definitely Dead, 2006  (på svenska, Stendöd, juli 2012)
7. All Togheter Dead, 2007 (på svenska, Allt igenom död, juli 2012)
8. From Dead To Worse, 2008 (på svenska, Från död till värre, augusti 2012)
9. Dead And Gone, 2009 (på svenska, Död och försvunnen, september 2012)
10. A Touch Of Dead (en samling med noveller om Sookie Stackhouse), 2009
11. Dead In The Family, maj 2010 (på svenska, Död i familjen, oktober 2012)
12. Dead reckoning, maj 2011 (på svenska, Död räkenskap, februari 2013)
13. Deadlocked, maj 2012 (på svenska, Dödläge, april 2013)
14. Dead Ever After, maj 2013 (på svenska, Död i all evighet, oktober 2013)

## Harper Connelly series (kronologisk ordning)
1. Grave Sight, 2005
2. Grave Suprise, 2006
3. An Ice Cold Grave, 2007
4. Grave Secret, 2009

## Aurora Teagarden Series (läsordning)
1. Real Murders, 1990
2. A Bone to Pick, 1992
3. Three Bedrooms, One Corpse, 1994
4. The Julius House, 1995
5. Dead Over Heels, 1996
6. A Fool and His Honey, 1999
7. Last Scene Alive, 2002
8. Poppy Done to Death, 2003

## Lily Bard (Shakespeare) Series (läsordning)
1. Shakespeare's Landlord, 1996
2. Shakespeare's Champion, 1997
3. Shakespeare's Christmas, 1998
4. Shakespeare's Trollop, 2000
5. Shakespeare's Counselor, 2001

## Enskilda böcker
Sweet and Deadly, 1981 

A Secret Rage, 1984

Blood Lite, 2008

Delta Blues, 2010